# Bjalynitjy
Bjalynitjy (vitryska: Бялынічы) är en köping i Vitryssland.   Den ligger i voblasten Mahiljoŭs voblast, i den nordöstra delen av landet, 140 km öster om huvudstaden Horad Mіnsk. Bjalynitjy ligger 182 meter över havet och antalet invånare är 10 220.

## Natur
Terrängen runt Bjalynitjy är platt. Bjalynitjy är det största samhället i trakten.